# Граф Уимс

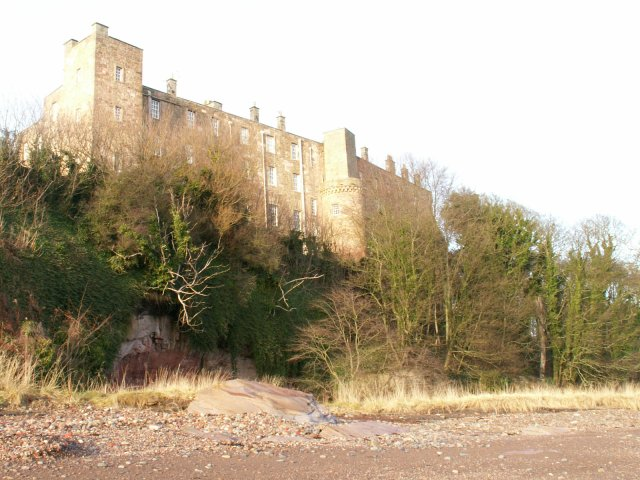
Замок Уимс

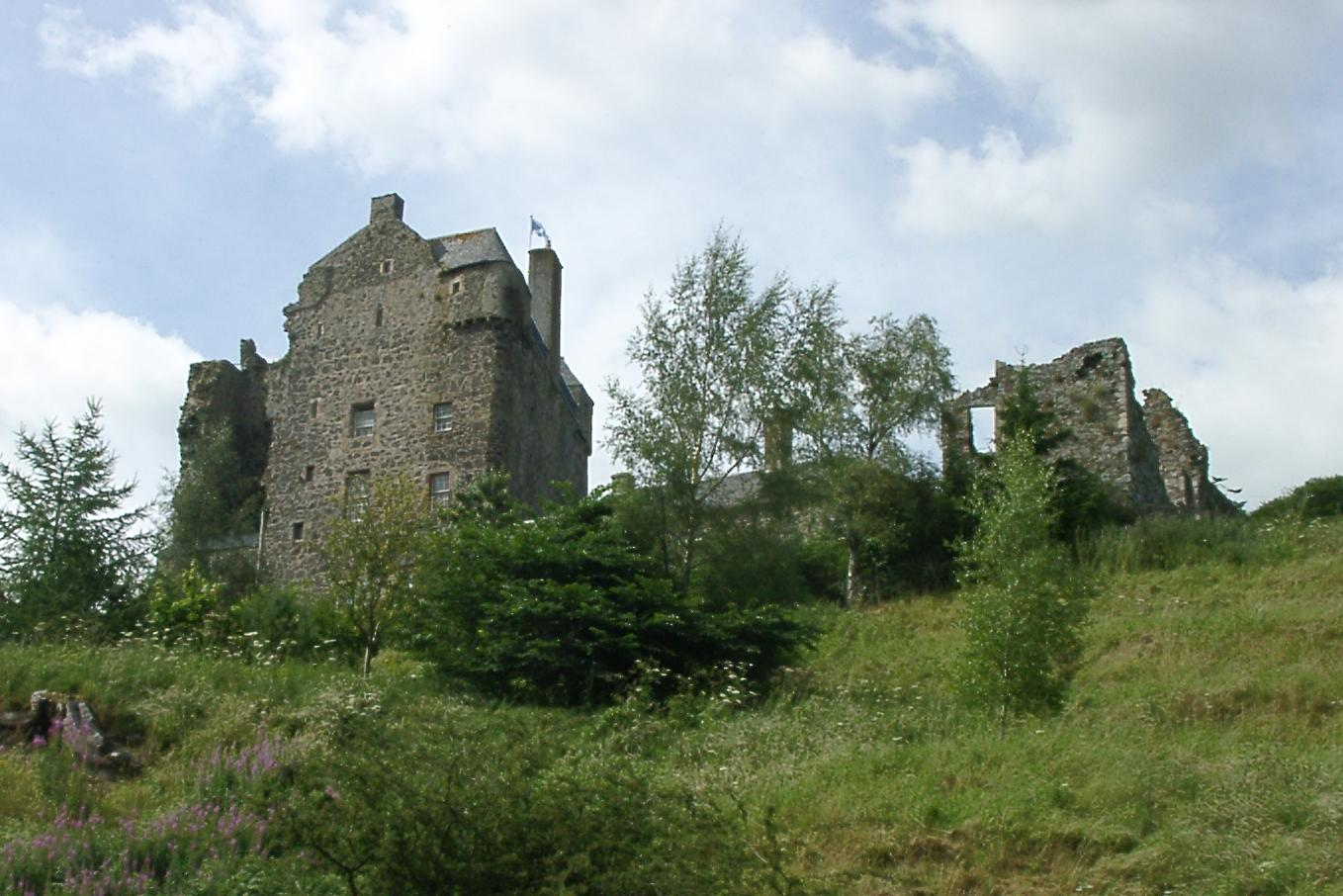
Замок Нейдпат

Граф Уимс (англ. Earl of Wemyss) — наследственный титул в системе пэрства Шотландии, созданный в 1633 году. В 1826 году фактически объединился с воссозданным в 1697 году в пэрстве Шотландии титулом графа Марч. Шотландская семья Уимс владеет замком Уимс в области Файф с XII века.

## История
В 1625 году был создан титул баронета из Уимса в графстве Файф (Баронетство Новой Шотландии) для Джона Уимса (1586—1649). В 1628 году он был повышен до звания пэра Шотландии в качестве лорда Уимса из Элхо, а в 1633 году он получил титул лорда Элхо и Метхила и графа Уимса в качестве Пэрства Шотландии. Позднее он поддерживал шотландский парламент против короля Карла I Стюарта и скончался в 1649 году. Ему наследовал его сын, Дэвид Уимс, 2-й граф Уимс (1610—1679). В 1672 году он получил королевское разрешение на передачу своего титула по наследству своим дочерям. В 1679 году после смерти 2-го графа Уимса, не имевшего сыновей, графский титул перешел к его дочери Маргарет Уимс, 3-й графине Уимса (1659—1705). Её первым мужем был дальний родственник, сэр Джеймс Уимс, лорд Бернтайленд (ок. 1657—1682). Он был сыном генерала сэра Джеймса Уимса из Каскиберри, внука Джеймса Уимса, младшего брата сэра Джона Уимса, прадеда 1-го графа Уимса. Ей наследовал её сын от первого брака, Дэвид Уимс, 4-й граф Уимс (1678—1720). Он занимал пост лорда-адмирала Шотландии (1706—1714) и заседал в Палате лордов Великобритании в качестве одного из избранных шотландских пэров-представителей (1707—1710). Лорд Уимс женился на Леди Энн Дуглас (ум. 1700), дочери Уильяма Дугласа, 1-го герцога Куинсберри (1637—1695), и сестре Уильяма Дугласа, 1-го графа Марча (ум. 1705).
Его преемником стал его второй сын Джеймс Уимс, 5-й граф Уимс (1699—1756). Он женился на Джанет Чартерис, дочери полковника Фрэнсиса Чартериса (1675—1732), который нажил себе большое состояние, участвуя в азартных играх. Их старший сын Дэвид Уимс, лорд Элхо (1721—1787), участвовал в Якобитском восстании 1745 года и был лишен всех прав по наследованию. В 1756 году после смерти отца он не получил пэрский титул, но тем не менее принял титул графа Уимса. Лорд Элхо скончался бездетным, а графский титул унаследовал его младший брат, Фрэнсис Уимс, 7-й граф Уимс (1723—1808). Он принял фамилию Чартерис вместо Уимс, что стать наследником своего деда по материнской линии, полковника Чартериса. Его преемником стал его внук Фрэнсис Чартерис, 8-й граф Уимс (1772—1853), сын Фрэнсиса Чартериса, лорда Элхо. В 1810 году после смерти Уильяма Дугласа, 4-го герцога Куинсберри и 3-го графа Марча, он получил титулы 4-го графа Марча, 4-го виконта Пиблса и 4-го лорда Дугласа из Нейдпата, Лайна и Мунарда в качестве прямого мужского наследника леди Энн Дуглас, сестры 1-го графа Марча. Он принял фамилию «Чартерис-Уимс-Дуглас». В 1821 году для него был создан титул барона Уимса из Уимса в графстве Файф (Пэрство Соединённого королевства). В 1826 году он получил титул 8-го графа Уимса.

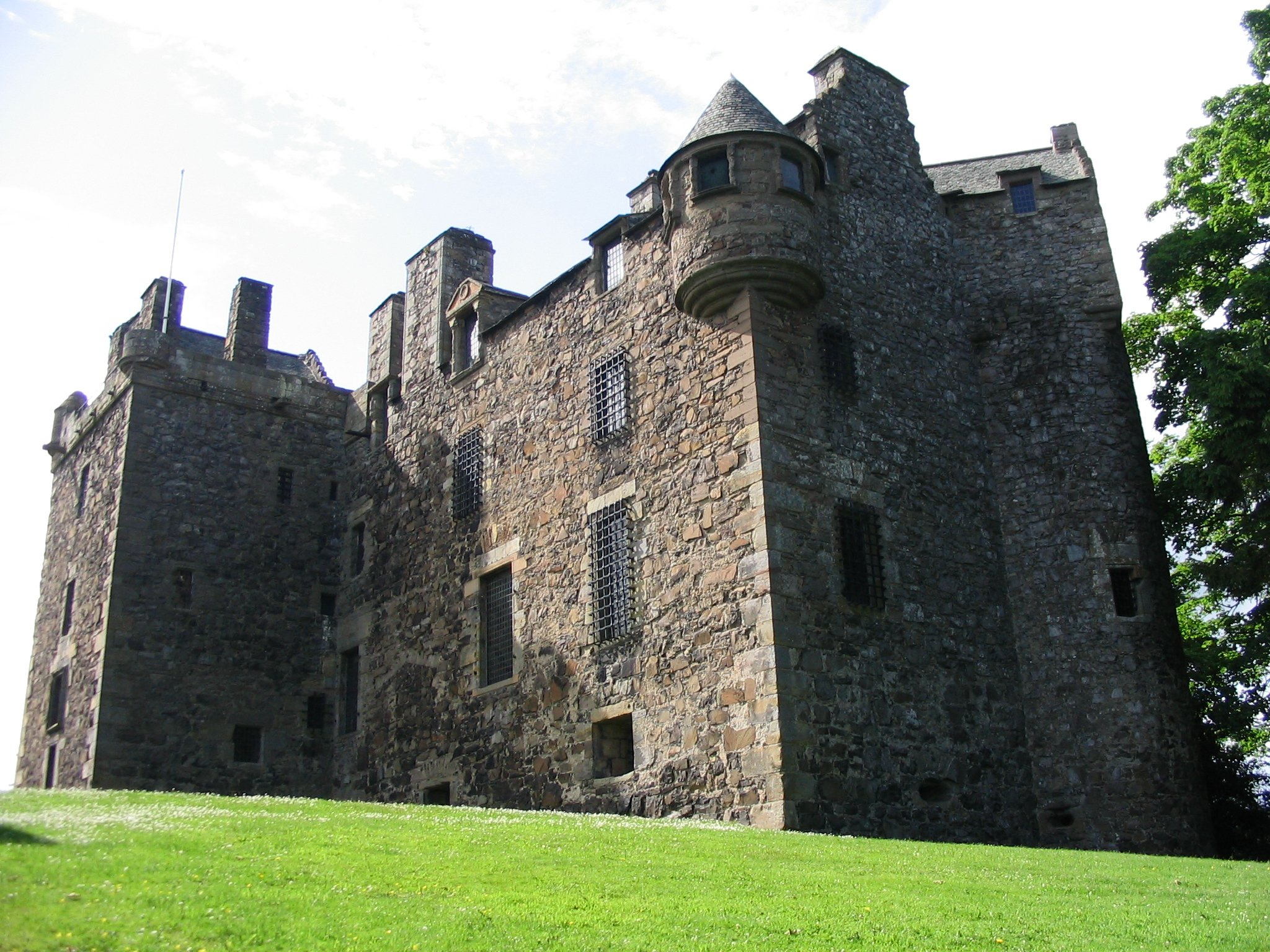
Замок Элхо

Его преемником стал его сын, Фрэнсис Уимс-Чартерис, 9-й граф Уимс и 5-й граф Марч (1796—1883). Он занимал пост лорда-лейтенанта Пиблсшира (1853—1880). Ему наследовал его сын, Фрэнсис Ричард Чартерис, 10-й граф Уимс и 6-й граф Марч (1818—1914). Он представлял в Палате общин Великобритании Восточный Глостершир (1841—1846) и Хаддингтоншир (1847—1883), а также занимал пост младшего лорда казначейства (1853—1855). Его преемником был его пятый сын, Хьюго Ричард Чартерис, 11-й граф Уимс, 7-й граф Марч (1857—1937). Он заседал в Палате общин от Хаддингтоншира (1883—1885) и Ипсвича (1886—1895), а также служил лордом-лейтенантом Восточного Лотиана (1918—1937).
По состоянию на 2025 год, обладателем графского титула являлся его правнук Джеймс Дональд Чартерис, 13-й граф Уимс и 9-й граф Марч (род. 1948), наследовавший отцу в 2008 году. Он также является наследственным вождем шотландского клана Чартерис.

## Известные представители рода Уимс и Чартерис
- Уильям Уимс (1760—1822), генерал-лейтенант британской армии, сын достопочтенного Джеймса Уимса (1726—1786), третьего сына 5-го графа Уимса;
- Джеймс Эрскин Уимс (1789—1854), контр-адмирал королевского флота, старший сын предыдущего;
- Росслин Эрскин Уимс, 1-й барон Вестер Уимс (1790—1852), адмирал флота, внук предыдущего, известен как сэр Росслин Уимс в 1916—1919 годах;
- Уильям Уимс (1790—1852), генерал-лейтенант британской армии, младший сын вышеупомянутого генерала Уильяма Уимса;
- Уильям Бинфилд Уимс (1810—1890), генерал армии, сын Джеймса Уимса (1778—1849), младшего сына вышеупомянутого достопочтенного Джеймса Уимса;
- Достопочтенный Фредерик Уильям Чартерис (1833—1887), капитан королевского флота, третий сын 9-го графа Уимса;
- Достопочтенный сэр Эдвард Эван Чартерис (1864—1940), историк, биограф и барристер, шестой сын 10-го графа Уимса. Опубликовал биографии Джона Сингера Сарджента и Эдмунда Госса;
- Достопочтенный Мартин Майкл Чарльз Чартерис (1913—1999), личный секретарь королевы Елизаветы II (1972—1977), второй сын вышеупомянутого капитана Хьюго Фрэнсиса Чартериса, лорда Элхо, старшего сына 11-го графа Уимса. В 1978 году получил титул пожизненного пэра барона Чартериса из Амисфилда;
- Хьюго Чартерис (1922—1970), известный послевоенный романист и сценарист, сын капитана Гая Лоуренса Чартериса (1886—1967), внук 11-го графа Уимса;
- Джейми Чартерис (род. 1958), успешный карикатурист, сын предыдущего.

Титулы лорда Дугласа из Нейдпата, Лайна и Мунарда, виконта Пиблса и графа Марча (Пэрство Шотландии) были созданы в 1697 году для лорда Уильяма Дугласа (1665—1705). Он был вторым сыном Уильяма Дугласа, 1-го герцога Куинсберри (1637—1695). Он женился на Энн Дуглас-Гамильтон, 2-й графине Раглен, дочери Джона Дугласа, 3-го графа Селкирка и 1-го графа Раглена. Им наследовал их сын, Уильям Дуглас, 3-й граф Марч и 3-й граф Раглен (1725—1810). В 1768 году для него был создан титул барона Дугласа из Эймсбери в графстве Уилтшир (Пэрство Великобритании). В 1778 году лорд Марч и Раглен стал преемником своего двоюродного брата Чарльза Дугласа, 3-го герцога Куинсберри (1698—1778), в качестве 4-го герцога Куинсберри. После смерти в 1810 году неженатого Уильяма Дугласа, 4-го герцога Куинсберри, титулы лорда Дугласа из Эймсбери и графа Раглена угасли. Герцогский титул унаследовал его троюродный брат Генри Скотт, 3-й герцог Баклю (1746—1812), а титулы маркиза и графа Куинсберри — его родственник сэр Чарльз Дуглас, 5-й баронет (1777—1837). Титул графа Марча получил его родственник Фрэнсис Уимс-Чартерис, будущий 8-й граф Уимс (1772—1853).
Родовое гнездо — Госфорд-хаус в окрестностях Лонгниддри в Восточном Лотиане. Семье также принадлежит Стенуэй-хаус в графстве Глостершир, Нейдпат Касл близ Пиблса и замок Элхо близ Перта.

## Графы Уимс (1633)
- 1633—1649: Джон Уимс, 1-й граф Уимс  (1586 — 22 ноября 1649), сын сэра Джона Уимса из Уимса;
- 1649—1679: Дэвид Уимс, 2-й граф Уимс  (6 сентября 1610 — июль 1679), единственный сын предыдущего;
- 1679—1705: Маргарет Уимс, 3-я графиня Уимс  (1 января 1659 — 11 марта 1705), единственная дочь предыдущего от третьего брака;
- 1705—1720: Дэвид Уимс, 4-й граф Уимс  (29 апреля 1678 — 15 марта 1720), старший сын Джеймса Уимса, лорда Бернтайленда (ок. 1655—1682) и Маргарет Уимс, 3-й графини Уимс;
- 1720—1756: Джеймс Уимс, 5-й граф Уимс  (30 августа 1699 — 21 марта 1756), второй сын предыдущего от второго брака;
- 1756—1787: Дэвид Уимс, 6-й граф Уимс  (30 июля 1721 — 29 апреля 1787), старший сын предыдущего, лишён титула в 1746 году;
- 1787—1808: Фрэнсис Чартерис Уимс, 7-й граф Уимс  (21 октября 1723 — 24 августа 1808), второй сын 5-го графа Уимса;
- 1808—1853: Фрэнсис Чартерис Уимс Дуглас, 8-й граф Уимс, 4-й граф Марч (15 апреля 1772 — 28 июня 1853), сын Фрэнсиса Уимса-Чартериса, лорда Элхо (1749—1808), внук предыдущего;
- 1853—1883: Фрэнсис Уимс-Чартерис, 9-й граф Уимс, 5-й граф Марч (1796—1883);
- 1883—1914: Фрэнсис Ричард Чартерис, 10-й граф Уимс, 6-й граф Марч (1818—1914);
- 1914—1937: Хьюго Ричард Чартерис, 11-й граф Уимс, 7-й граф Марч (1857—1937);
- 1937—2008: Фрэнсис Дэвид Чартерис, 12-й граф Уимс, 8-й граф Марч (1912—2008);
- 2008 — настоящее время: Джеймс Дональд Чартерис, 13-й граф Уимс и 9-й граф Марч (род. 1948);
  - Наследник: Фрэнсис Ричард Чартерис, лорд Элхо (род. 1984), юрист, единственный сын предыдущего.